# Sexteto místico
Het Sexteto místico (Franse titel: Sextuor mystique) is een compositie van Heitor Villa-Lobos. Het wordt ingedeeld bij de werken van de Braziliaanse componist die hij schreef met de Braziliaanse volksmuziek in het achterhoofd.
Het werk komt in een deel, maar wel met de klassieke indeling snel-langzaam-snel: Allegro non troppo, Adagio en Quasi allegro.
Villa-Lobos schreef het werk voor de in het westen ongebruikelijke combinatie: gitaar, dwarsfluit, altsaxofoon, harp, hoorn en celesta. Het was meer de samenstelling (uitgezonderd de celeste en harp), die de componist veelvuldig tegenkwam in de straten van zijn Rio de Janeiro en hem deed denken aan de Choros. De celesta en harp zouden duiden op impressionistische invloeden. 
Het werk is door Villa-Loboskenners ingedeeld in 1917, maar het duurde waarschijnlijk nog enkele jaren voordat het gereed was. De première vond “pas” plaats op 16 november 1962 in Rio de Janeiro.